# Grootegast (wieś)
Grootegast – wieś w Holandii, w prowincji Groningen, w gminie Grootegast, której stanowi siedzibę. 

## Historia
Pierwsza wzmianka o miejscowości pochodzi z roku 1000. We wsi znajduje się kościół z XVII wieku, określany jako Biały Kościół. W 1829 roku obiekt przebudowano.